# ジム・エド・ワーデン
ジェームズ・エドワード・ワーデン（James Edward Warden, 1979年5月5日 - ）は、アメリカ合衆国・テネシー州マーフリーズボロ出身の元プロ野球選手（投手）。右投右打。

## 経歴

### プロ入りとインディアンス傘下時代
2001年のMLBドラフトでクリーブランド・インディアンスにドラフト6巡目（全体187位）で指名され、プロ入り。この年は、傘下ルーキーリーグのバーリントン・インディアンスで12試合に先発登板し、4勝5敗を記録した。
2002年は、傘下アドバンスAのキンストン・インディアンスで開幕を迎えた。ここでは、7試合に先発登板して、2勝4敗を記録した。
2003年jは、傘下Aのレイクカウンティ・キャプテンズで開幕を迎えた。ここで14試合（13試合で先発）登板し、4勝3敗を記録した。その後、アドバンスAのキンストン・インディアンスへ昇格した。ここでは、7試合に先発登板し、0勝4敗を記録した。その後、傘下AAのアクロン・ラバーダックスへ昇格した。ここでは、1試合に先発登板した。
2004年は、傘下Aのレイクカウンティ・キャプテンズで開幕を迎えた。この年から、リリーフに転向した。ここでは、41試合（1試合で先発）登板し、5勝1敗13セーブを記録した。その後、傘下AAのアクロン・インディアンスへ昇格した。ここでは、4試合に登板し、0勝1敗けを記録した。
2005年は、傘下アドバンスAのキンストン・インディアンスで開幕を迎える。この年は、46試合に登板して、3勝5敗4セーブを記録している。
2006年は、傘下AAのアクロン・インディアンスで開幕を迎えた。この年は、55試合に登板し、5勝1敗11セーブを記録している。
2007年は、前年同様に傘下AAのアクロン・インディアンスで開幕を迎えた。ここでは、40試合に登板し、4勝4敗6セーブを記録している。その後、傘下AAAのバッファロー・バイソンズに昇格した。ここでは、16試合に登板し、1勝1敗を記録している。この年限りでインディアンスを退団した。

### ナショナルズ傘下時代
2007年11月21日にワシントン・ナショナルズとマイナー契約を結んだ。
2008年は傘下AA級ハリスバーグ・セネターズと傘下AAA級コロンバス・クリッパーズ合計で57試合に登板し、4勝7敗9セーブ、防御率3.38という成績を残したが、11月3日にFAとなった。

### 独立リーグ時代
2009年4月にアトランティックリーグのサザンメリーランド・ブルークラブスと契約を結んだ。6月まで22試合に登板して、0勝0敗13セーブ、防御率1.13という好成績を残した。

### メッツ傘下時代
2009年6月13日にニューヨーク・メッツとマイナー契約を結んだ。傘下AA級ビンガムトン・メッツで20試合に登板し、0勝1敗1セーブ、防御率1.42という成績を残し、傘下AAAバッファロー・バイソンズに昇格。ここでは12試合に登板し、2勝0敗2セーブ、防御率2.95を記録したが、オフの11月9日にFAとなった。

### 独立リーグ時代
2010年にアトランティックリーグのサザンメリーランド・ブルークラブスに復帰。この年は58試合に登板し、6勝4敗30セーブ、防御率2.61という成績を残した。
2011年は50試合に登板し、2勝5敗28セーブ、防御率2.76という成績を残した。
2012年は51試合に登板し、6勝8敗11セーブ、防御率5.32という成績を残した。
2013年はキャリアハイとなる61試合に登板し、3勝4敗35セーブ、防御率1.50という成績を残した。
2014年は42試合に登板し、3勝0敗17セーブ、防御率1.90という成績を残した。この年限りで退団し現役を引退した。